# Marcantonio Nicoletti
Marcantonio Nicoletti, furlanski kronist,  * ~ 1536, Čedad, † 21. april 1596, Čedad.
Šolal se je v rojstnem kraju in tam opravljal notarski poklic. V službi je bil tudi na občini v Čedadu ter pisar samostana Santa Maria in Valle v Čedadu. Napisal je več kronik, ki pa so vse ostale v rokopisu in življenjepise oglejskih patriarhov. Pisal je tudi o šegah in navadah Furlanov, sestavil je rokopis s 155 življenjepisi furlanskih necerkvenih piscev in kroniko Čedada za obdobje 1176-1384. V življenjepisu patriarha Filipa d'Alençona je opisal tudi značaje in navade Tolmincev.